# Miguel Barbieri
Miguel Ángel Barbieri (San Isidro, Provincia de Buenos Aires, 24 de agosto de 1993) es un futbolista argentino, se desempeña como defensor y actualmente se encuentra en Deportivo Riestra de la Liga Profesional de Fútbol Argentino.

## Trayectoria

### Inferiores
Hizo inferiores en Argentinos Juniors y Defensores de Belgrano hasta su debut en 2011.

### Debut e inicios
Debutó en 2011 con 18 años en Defensores de Belgrano como una de las grandes promesas del Club. Empezó jugando de defensor lateral derecho, aunque terminó cambiando por su posición natural de defensor central. Para el segundo semestre del año 2014, después de tener buenas actuaciones, se afirmó como titular. En esos seis meses logró salir campeón de la Primera C 2014, formando dupla con Luciano Goux en la defensa.

### Racing Club
En 2016, despertó el interés de Boca Juniors y Racing Club, de la Primera División de Argentina. Finalmente se decidió por Racing y el 1 de febrero del mismo año pasó a préstamo por un año y medio con opción de compra del 50% del pase. Marcó su primer gol en Primera División en la victoria de local de Racing Club 4-3 frente a Atlético Tucumán en el Estadio Presidente Perón.

### Rosario Central
En 2018, formó parte del plantel de Rosario Central que obtuvo la Copa Argentina. En julio de 2024, regresa a Rosario Central como jugador libre. Permanece en la institución hasta junio de 2025 donde queda en libertad de acción.

### equipos mexicanos
En enero de 2020, fichó con el Club Tijuana de la Primera División de México. Luego pasaría cedido a Toluca  (2021) y más tarde al Querétaro FC hasta 2023.

### Deportivo Riestra
En junio de 2025, el jugador se desvinculó de Rosario Central después de seis meses entrenándose apartado y firmó por una temporada y media en Deportivo Riestra.

## Selección nacional
Formó parte de la Selección de fútbol sub-23 de la Primera B Metropolitana, dirigida por Julio Olarticoechea.

## Clubes
| Club                   | País      | Año         | Partidos | Goles |
| ---------------------- | --------- | ----------- | -------- | ----- |
| Defensores de Belgrano | Argentina | 2011 – 2016 | 72       | 5     |
| Racing Club            | Argentina | 2016-2018   | 36       | 4     |
| Rosario Central        | Argentina | 2018-2019   | 30       | 1     |
| Club Tijuana           | México    | 2020        | 24       | 1     |
| Toluca                 | México    | 2021-2022   | 26       | 2     |
| Querétaro FC           | México    | 2023-2024   | 40       | 2     |
| Rosario Central        | Argentina | 2024-2025   | 12       | 0     |
| Deportivo Riestra      | Argentina | 2025-Act.   |          |       |

### Estadísticas
Actualizado al 14 de diciembre del 2024.
| Club | Div.       | Temporada  | Liga  | Liga  | Copas Nacionales (1) | Copas Nacionales (1) | Copas Internacionales (2) | Copas Internacionales (2) | Total | Total |
| Club | Div.       | Temporada  | Part. | Goles | Part.                | Goles                | Part.                     | Goles                     | Part. | Goles |
| --- | ---------- | ---------- | ----- | ----- | -------------------- | -------------------- | ------------------------- | ------------------------- | ----- | ----- |
| Rosario Central Argentina | 1.ª        | 2018-19    | 11    | 0     | 3                    | 1                    | 5                         | 0                         | 19    | 1     |
| Rosario Central Argentina | 1.ª        | 2019-20    | 11    | 0     | —                    | —                    | —                         | —                         | 11    | 0     |
| Rosario Central Argentina | 1.ª        | 2024       | 10    | 0     | —                    | —                    | 2                         | 0                         | 12    | 0     |
| Rosario Central Argentina | Total club | Total club | 32    | 0     | 3                    | 1                    | 7                         | 0                         | 42    | 1     |
| Tijuana México | 1.ª        | 2019-20    | 8     | 0     | 4                    | 1                    | -                         | -                         | 12    | 1     |
| Tijuana México | 1.ª        | 2020-21    | 12    | 0     | -                    | -                    | -                         | -                         | 12    | 0     |
| Tijuana México | Total club | Total club | 20    | 0     | 4                    | 1                    | -                         | -                         | 24    | 1     |
| Toluca México | 1.ª        | 2020-21    | 19    | 2     | -                    | -                    | -                         | -                         | 19    | 2     |
| Toluca México | 1.ª        | 2021-22    | 7     | 0     | -                    | -                    | -                         | -                         | 7     | 0     |
| Toluca México | Total club | Total club | 26    | 2     | -                    | -                    | -                         | -                         | 26    | 2     |
| Querétaro F. C. México | 1.ª        | 2022-23    | 15    | 2     | -                    | -                    | -                         | -                         | 15    | 2     |
| Querétaro F. C. México | 1.ª        | 2023-24    | 25    | 0     | -                    | -                    | -                         | -                         | 25    | 0     |
| Querétaro F. C. México | Total club | Total club | 40    | 2     | -                    | -                    | -                         | -                         | 40    | 2     |
| Deportivo Riestra Argentina | 1.ª        | 2025       | 0     | 0     | 0                    | 0                    | 0                         | 0                         | 0     | 0     |
| Deportivo Riestra Argentina | Total club | Total club | 0     | 0     | 0                    | 0                    | 0                         | 0                         | 0     | 0     |
| Total club | Total club | Total club | 118   | 4     | 7                    | 2                    | 7                         | 0                         | 132   | 6     |
| (1) Incluye Copa Argentina, Copa de la Superliga Argentina, Supercopa Argentina y Copa México. (2) Incluye Copa Libertadores y Copa Sudamericana. |            |            |       |       |                      |                      |                           |                           |       |       |

## Palmarés

### Títulos nacionales
| Título         | Equipo          | Sede    | Año  |
| -------------- | --------------- | ------- | ---- |
| Copa Argentina | Rosario Central | Mendoza | 2018 |